# CATIA
CATIA (Computer Aided Three Dimensional Interactive Application) este o suită software comercială multiplatformă CAD/CAM/CAE  dezvoltată de compania franceză Dassault Systèmes și comercializată în întrega lume de IBM. Scrisă în limbajul de programare C++, CATIA este temelia suitei software a  Dassault Systemes.
Software-ul a fost creat după 1970 și înainte de 1980 să ajute la dezvoltarea avionului de luptă cu reacție Mirage, apoi a fost adoptat în industria aerospațială, auto, construcția de ambarcațiuni, și multe alte industrii.
CATIA este în directă competiție cu Siemens NX, Pro/ENGINEER, SolidWorks, Autodesk Inventor și Solid Edge.

## Istorie
CATIA a început ca un proiect local dezvoltat de către producătorul francez de aeronave Avions Marcel Dassault.
Inițial se numea CATI (Conception Assistée Tridimensionnelle Interactive — French for Interactive Aided Three Dimensional Design ) — este redenumit CATIA în 1981, când Dassault a creat o subsidiară pentru dezvoltarea și vânzarea produsului, și a semnat un acord de distribuție ne-exclusivă cu IBM.
În 1984, compania Boeing Company a ales CATIA ca principală sa unealtă de proiectare 3D, devenind astfel cel mai mare client al său.
În 1988, CATIA versiunea  3 a fost portată de pe Mainframe pe UNIX.
În 1990, compania General Dynamics Electric Boat Corp a ales CATIA ca principală unealtă de proiectare 3D, pentru proiectarea submarinelor din clasa Virginia aparținând Marinei Statelor Unite ale Americii.
În 1992, CADAM a fost cumpărată de IBM și în anii următori a apărut CATIA CADAM v4. În 1996, a fost portată de la un singur sistem de operare la patru sisteme de operare Unix, inclusiv  IBM AIX, Silicon Graphics IRIX, Sun Microsystems SunOS și Hewlett-Packard HP-UX.
În 1998, o versiune complet rescrisă de CATIA, CATIA V5 a fost lansată, cu suport pentru UNIX, Windows NT și Windows XP începând cu anul 2001.
În 2008, Dassault a anuntat și lansat CATIA V6. Sprijinul pentru orice sistem de operare altul decât Windows este redus.

## Caracteristici
CATIA suportă mai multe etape ale dezvoltării unui produs, de la concepție, proiectare (CAD), fabricare (CAM), și analiză (CAE). 
CATIA poate fi personalizată cu ajutorul API. CATIA V4 poate fi adaptat la limbajele de programare Fortran și C cu ajutorul unui API numit CAA.
Cea mai recentă versiune este versiunea 6 lansată în 2009 (V6 R2009).
CATIA V5 poate conlucra cu alte aplicatii, inclusiv Enovia, Smarteam, și diverse aplicații de analiză  CAE.

## Sisteme de operare și platforme acceptate
CATIA V6 rulează doar pe Microsoft Windows. 
CATIA V5 rulează pe Microsoft Windows (ambele 32-bit si 64-bit), precum și pe Windows Vista 64 Release 18 Service Pack 4 al suitei CATIA . IBM AIX, Hewlett Packard HP-UX și Sun Microsystems Solaris sunt acceptate.
CATIA V4 este suportată de Unix-uri și platformele mainframe IBM MVS și VM/CMS până la versiunea 1.7.
CATIA V3 și versiunile mai vechi rulează pe mainframe.

## Industrii de seamă care folosesc CATIA
CATIA este utilizată pe scară largă în întreaga industrie, în special în sectoarele auto și aerospațial. CATIA V4, CATIA V5, Pro/ENGINEER, NX (fosta Unigraphics), și SolidWorks sunt sistemele dominante. 

### Aerospatială
The Boeing Company a folosit CATIA V3 la dezvoltarea avionului de linie 777, și în prezent folosește CATIA V5 pentru seria de aparate de zbor787.
Gigantul aeronautic european Airbus a folosit CATIA din 2001.

### Automotive
Companiile auto care folosesc CATIA sunt BMW, Porsche, Daimler Chrysler Arhivat în 25 septembrie 2006, la Wayback Machine., Audi, Volkswagen, Volvo, Fiat, Gestamp Automocion, Benteler AG, PSA Peugeot Citroën, Renault, Toyota, Honda, Ford, Scania, Hyundai, Škoda Auto,  Proton, Tata motors,Mahindra. Goodyear îl foloseste pentru proiectarea anvelopelor pentru automobile și aeronave. Toate companiile auto folosesc CATIA pentru structurile masinii — uși, bara de protectie , etc.— deoarece CATIA este foarte eficientă în crearea suprafețelor și reprezentarea computerizată a suprafețelor. Continental, producător de module electronice auto, folosește CATIA pentru partea mecanică.

### Construcții navale
Dassault Systems a început să deservească constructorii de nave începând cu CATIA V5 versiunea 8, care includea caracteristici speciale utile pentru această industrie. GD Electric Boat a folosit CATIA pentru proiectarea submarinelor din clasa Virginia, aparținând Marinei Statelor Unite.. Northrop Grumman Newport News de asemenea a folosit la proiectarea clasei Gerald R. Ford class de portavioane a Marinei Statelor Unite.

## Implementările viitoare
Dassault Systemes a lansat CATIA Version 6 (V6) la mijlocul anului 2008.  

## Vezi, de asemenea
- Comparison of CAD Software

## Galerie

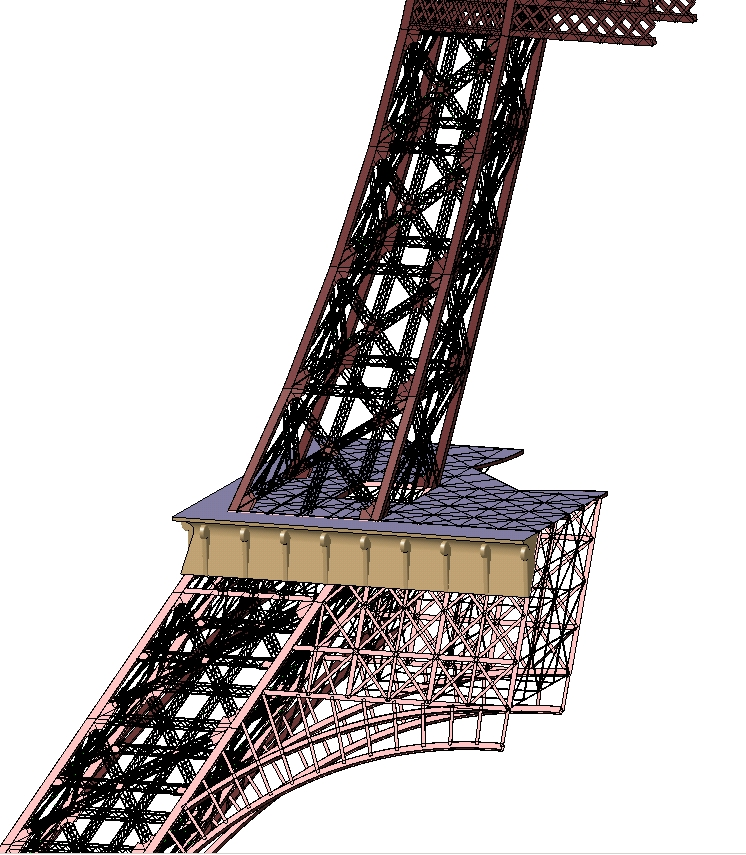
North Leg of the Eiffel Tower